# Città di Westminster
La città di Westminster (City of Westminster) è uno dei borghi di Londra, situata a nord del Tamigi e a ovest della Città di Londra.
Per motivi storici Westminster gode anche dello  status  di  città (city), che aveva acquisito già nel 1540, quando era ancora separata dalla Città di Londra. L'espansione del tessuto urbano portò alla graduale fusione delle due città e di altri distretti, fino alla creazione della contea di Londra (1889) e successivamente della Grande Londra (1965).
Nell'uso comune, il termine city viene usato solo per la piccola Città di Londra, sebbene il centro cittadino dell'odierna Londra si estenda anche e soprattutto a Westminster, nel quale si trova Charing Cross, considerato il punto centrale della metropoli.
Il borgo comprende non solo l'insediamento originario di Westminster, dove oggi si trovano le sedi delle maggiori istituzioni del Regno Unito, il Parlamento (nell'omonimo palazzo), il Governo (Downing Street con i ministeri di Whitehall), la Monarchia (Buckingham Palace), l'Alta corte di Giustizia (le Royal Courts of Justice), ma anche gran parte del cosiddetto West End londinese, con luoghi famosi come Piccadilly Circus, Trafalgar Square e Hyde Park.
A Westminster, in Regent Street ha sede anche l'Università di Westminster, fondata nel 1838, con il nome di Royal Polytechnic Institution. A Westminster si trovano anche una delle chiese principali della Chiesa d'Inghilterra (l'Abbazia di Westminster) e la chiesa madre della Chiesa cattolica d'Inghilterra (la Cattedrale di Westminster).
L'odierno borough è nato nel 1965, con la fusione dell'allora più piccolo borgo metropolitano di Westminster con altre due aree centralissime di Londra, i precedenti borgo metropolitano di Saint Marylebone e borgo metropolitano di Paddington. Oggi quindi il distretto si estende sopra un'area decisamente superiore a quella che, tradizionalmente, era occupata dall'antico insediamento di Westminster.
In altre parole, la "storica" città di Westminster è oggi solo un quartiere del più ampio borough che ha preso il suo nome, che a sua volta è un distretto importantissimo e centrale del grande tessuto urbano di Londra.
Infine, nel borough sono presenti molte sedi di numerose aziende, come BBC, Pret a Manger, Rolls-Royce plc e Marks & Spencer.

## Monumenti ed altri luoghi d'interesse turistico
- Abbazia di Westminster
- Abbey Road
- Abbey Road Studios
- Ago di Cleopatra
- Albert Memorial
- Apsley House
- Arco di Wellington
- Big Ben
- Buckingham Palace
- Burlington Arcade
- Cabinet War Rooms
- Cattedrale di Westminster
- Charing Cross
- Clarence House
- Colonna di Nelson
- Hyde Park
- Horse Guards Parade
- Little Venice
- Lord's Cricket Ground
- Madame Tussaud's
- Marlborough House
- Millbank Tower
- National Gallery
- National Portrait Gallery

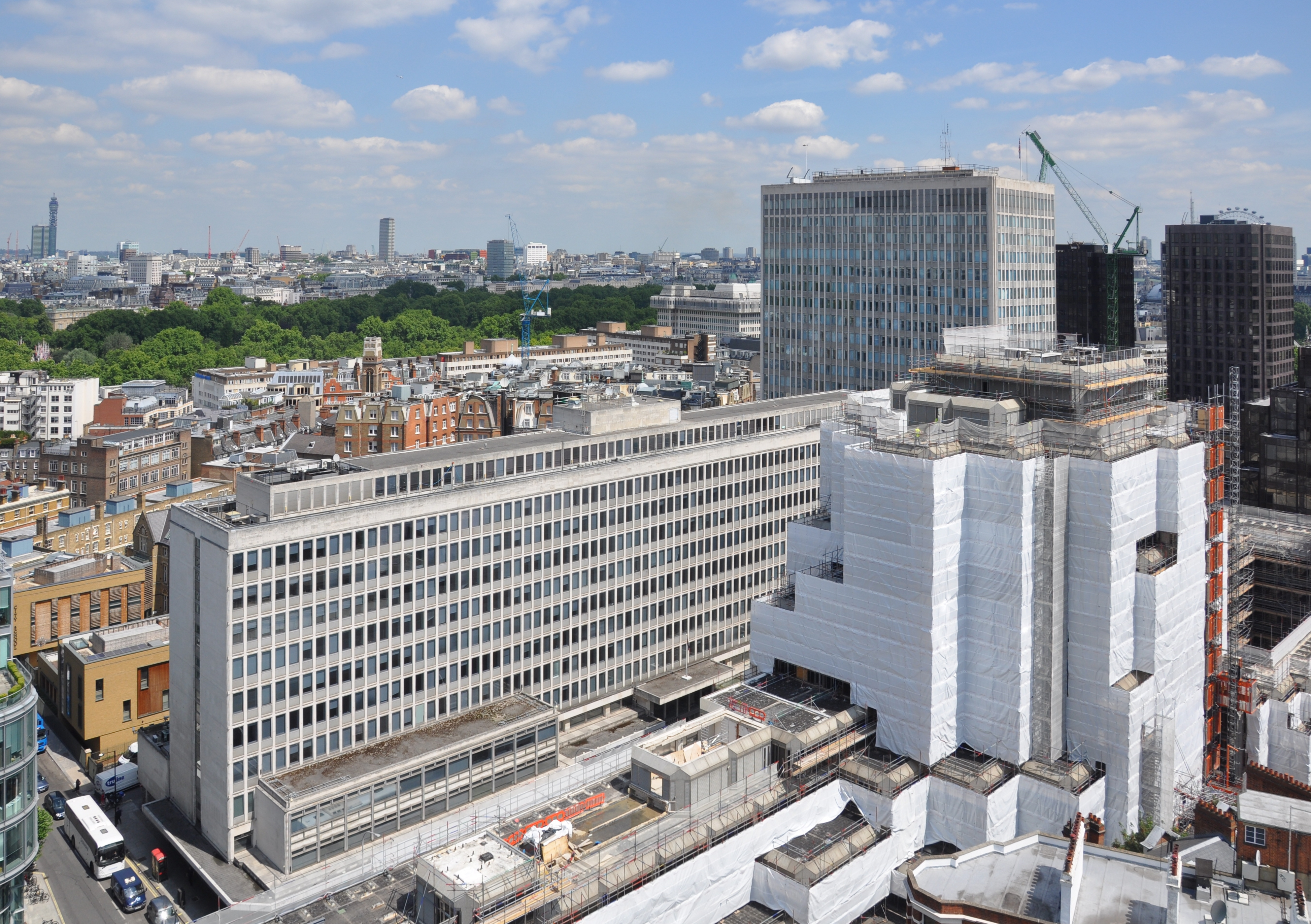
Il municipio di Westminster sulla Victoria Street.

- Palazzo di Westminster (Sede del Parlamento)
- Piccadilly Circus
- Queen Elizabeth II Conference Centre
- Regent's Canal
- Royal Academy
- Royal Albert Hall
- Royal Courts of Justice
- Royal Opera House
- St James's Palace
- St John's, Smith Square
- St. Margaret's Church
- St Mary-le-Strand
- St Martin-in-the-Fields
- Hotel Savoy
- Savoy Palace
- Serpentine Gallery
- Speakers' Corner
- Somerset House
- Tate Britain
- Trafalgar Square
- Trocadero Centre
- Victoria Embankment
- Westminster Central Hall
- Westminster School

## Parchi ed aree verdi
- Green Park
- Hyde Park
- Kensington Gardens
- Regent's Park
- St. James's Park

## Quartieri

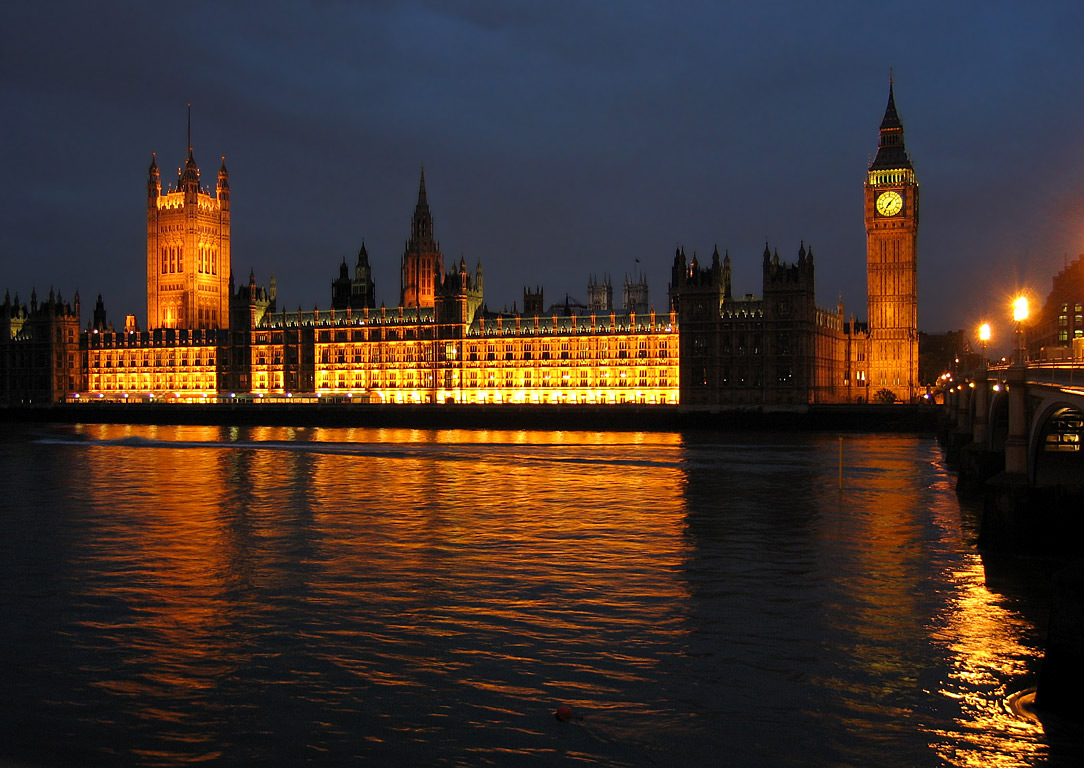
Il palazzo di Westminster, sede del Parlamento, visto di notte

- Bayswater
- Belgravia
- Charing Cross
- Chinatown
- Covent Garden
- Holborn (parte meridionale)
- Maida Hill
- Maida Vale
- Marylebone
- Mayfair
- Millbank
- Paddington
- Pimlico
- St. James's
- St John's Wood
- Soho
- "Theatreland"
- Westbourne Green
- West End
- Westminster

## Vie e piazze

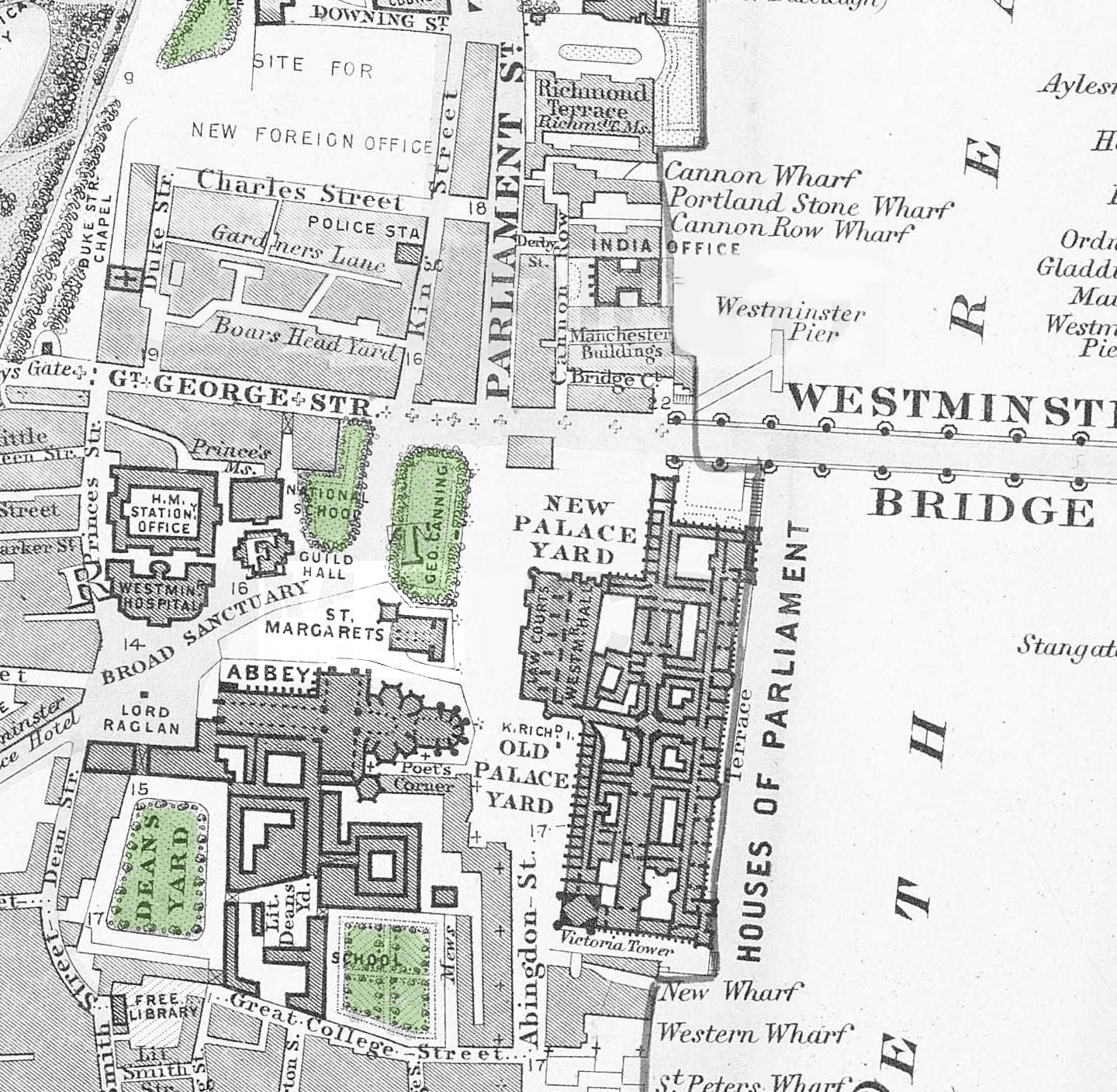
La mappa di Westminster nel 1862

- Aldwych
- Baker Street
- Berkeley Square
- Bond Street
- Charing Cross Road
- Connaught Square
- Constitution Hill
- Downing Street
- Grosvenor Square
- Harley Street
- The Haymarket
- Leicester Square
- The Mall
- Millbank
- Oxford Street
- Pall Mall
- Park Lane
- Parliament Square
- Piccadilly
- Piccadilly Circus
- Regent Street
- Shaftesbury Avenue
- Smith Square
- Strand
- Trafalgar Square
- Victoria Embankment
- Whitehall

## Ponti
- Waterloo Bridge
- Hungerford Bridge
- Westminster Bridge
- Lambeth Bridge
- Vauxhall Bridge
- Grosvenor Bridge
- Chelsea Bridge
- Cathedral Bridge

## Stazioni ferroviarie
- Charing Cross
- Marylebone
- Paddington
- Victoria

## Stazioni della metropolitana
- Baker Street
- Bond Street
- Charing Cross
- Covent Garden
- Edgware Road
- Embankment
- Great Portland Street
- Green Park
- Hyde Park Corner
- Knightsbridge
- Leicester Square
- Maida Vale
- Marble Arch
- Marylebone
- Oxford Circus
- Paddington
- Piccadilly Circus
- Pimlico
- Regent's Park
- Royal Oak
- St. James's Park
- St. John's Wood
- Temple
- Tottenham Court Road
- Victoria
- Warwick Avenue
- Westminster